# Epacanthaclisis hamata
Epacanthaclisis hamata is een insect uit de familie van de mierenleeuwen (Myrmeleontidae), die tot de orde netvleugeligen (Neuroptera) behoort. 
Epacanthaclisis hamata is voor het eerst wetenschappelijk beschreven door Krivokhatsky in 1998.